# Guardacabo

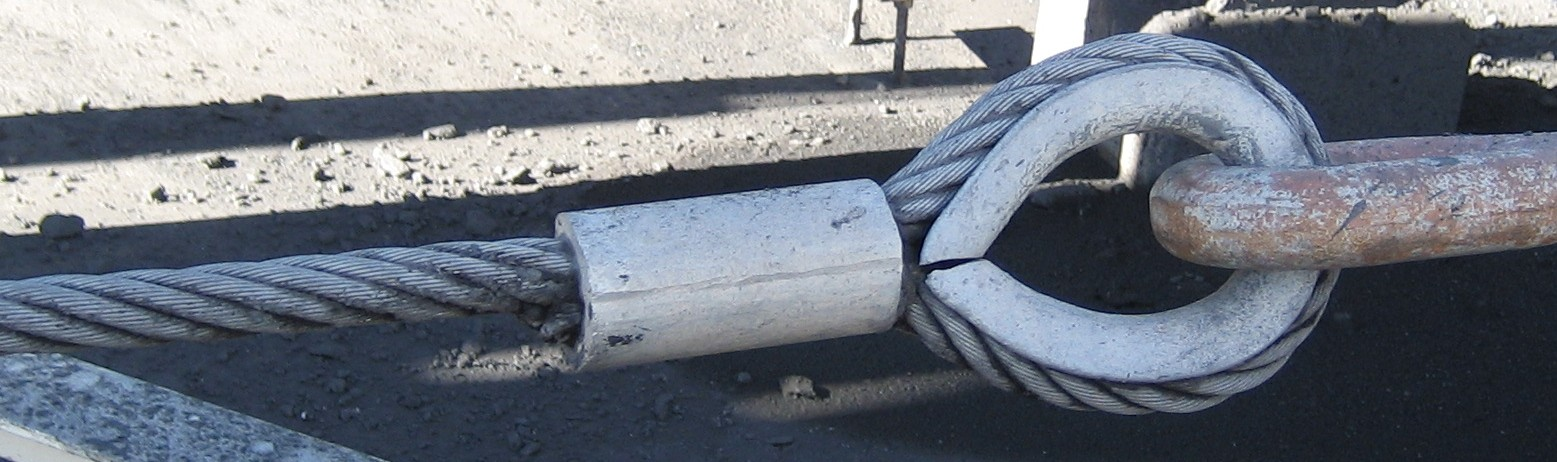
Guardacabo que protege la cuerda.

En náutica, el guardacabo se usa en la maniobra del aparejo de las embarcaciones a vela. 
Consiste en un anillo de madera, hierro o bronce con una garganta en su superficie exterior, sobre la cual se adapta con fuerza un cabo o el chicote de él cerrándose sobre sí mismo mediante una costura o ligada.